# Теплиці (футбольний клуб)
ФК «Теплиці» (чеськ. Fotbalový klub Teplice a.s.) — чеський футбольний клуб з однойменного міста, заснований у 1945 році. Виступає у Першій лізі. Домашні матчі приймає на стадіоні «На Стінадлех», потужністю 18 221 глядач.
У сезоні 2009—2010 років Ліги Європи УЄФА клуб був учасником раунду стикових матчів турніру.

## Титули
- Володар Кубка Чехії (2): 2002-03, 2008-09